# Crotalaria hebecarpa
Crotalaria hebecarpa là một loài thực vật có hoa trong họ Đậu. Loài này được (DC.) Rudd miêu tả khoa học đầu tiên.